# 瑞穗金融集團
瑞穗金融集團（日语： Mizuho Finansharu Gurūpu */?；簡稱瑞穗集團）是日本第三大的金融機構，由多間銀行、證券商以及金融機構合併而成，2000年成立時曾一舉成為世界最大的金融集團，截至2024年3月31日，總資產高達278.6兆日元。根據統計，瑞穗集團總帳戶數高達3,000多萬，及17萬家企業客戶，並和東京證交所7成的上市公司都有往來。

## 历史
瑞穗集團主要由第一勸業銀行、富士銀行、日本興業銀行出資組成，後來這三家銀行在2002年整併為瑞穗銀行，成為集團的核心企業。當時之所以會使用「瑞穗」作為企業名稱，是因為在日本古書《日本書紀》中，美稱日本為「瑞穗國」，這也象徵了三家銀行以成為「日本銀行的代表典範」的目標。

## 旗下企業
- 瑞穗銀行（みずほ銀行）

日本三大商業銀行之一，其法人前身為瑞穗實業銀行，2013年7月1日將瑞穗銀行（舊法人）吸收合併後更名。
- 瑞穗信託銀行
- 瑞穗证券
- 瑞穗信息与技术
- Asset Management OneLimited 頂峰資產管理 70%股權
- UC信用卡（ユーシーカード）51%股權
- Saison信用卡13.36%
- Orient信用卡48.67%
- 越南外貿股份商業銀行（Vietcombank）15%股權

## 外部連結
- みずほフィナンシャルグループ （页面存档备份，存于）（日語）（英文）